# Necallianassa berylae
Necallianassa berylae is een tienpotigensoort uit de familie van de Callianassidae. De wetenschappelijke naam van de soort is voor het eerst geldig gepubliceerd in 1998 door Heard & Manning.